# Nathalie Junod Ponsard
Pour les articles homonymes, voir Junod et Ponsard.
 (novembre 2014).
 (novembre 2014).
Nathalie Junod Ponsard, née en 1961 à Compiègne, est une artiste visuelle contemporaine française dont le principal médium est la lumière.

## Biographie
Nathalie Junod Ponsard est née en 1961 à Compiègne. Elle est diplômée de l’École nationale supérieure des arts décoratifs en 1986 et du premier cycle de l'École supérieure des beaux-arts de Nantes en 1982, où elle a commencé ses études d’art. Elle est basée en Inde de 1989 à 1990, avec une bourse de recherches et création Romain Rolland du ministère des Affaires étrangères. Elle retourne en Asie en 1997 : pendant deux ans, elle vit et travaille à Hong Kong et ensuite à Singapour. En 2002, elle revient à Paris.
Elle enseigne actuellement à l'ENSAD et à EnsadLab (enseignante-chercheuse).

## Démarche artistique
Nathalie Junod Ponsard réalise des installations lumineuses, conçues en fonction du contexte et de l’espace qui les accueille. Ses œuvres in situ, souvent à échelle dite monumentale, prennent place dans des environnements intérieurs ou extérieurs, tels que musées, galeries, monuments historiques, espaces publics ou milieux urbains. L’art de Nathalie Junod Ponsard s'inscrit principalement dans le mouvement Light and Space, marqué par les œuvres de James Turrell et Robert Irwin.
La démarche de Nathalie Junod Ponsard repose sur un processus méthodique alliant recherche formelle et exploration scientifique. Ses installations sont pensées pour exploiter les propriétés physiques de la lumière et leurs effets sur la perception humaine. L'artiste, qui collabore régulièrement avec des scientifiques, s'intéresse particulièrement à l'influence des longueurs d'onde sur nos systèmes cognitifs et biologiques. Ces environnements immersifs, caractérisés par des transitions chromatiques progressives et rythmées, sont imaginés pour transformer les espaces d'exposition en paysages sensoriels où le spectateur est censé faire l'expérience d'une relation renouvelée entre son corps, la lumière et l'espace architectural.

## Œuvres principales

### En France

#### Œuvres permanentes
Nathalie Junod Ponsard réalise plusieurs installations permanentes au Centre Georges Pompidou entre 2005 et 2010, intitulées "Phénoménologie de la lumière" et "En flottement", qui transforment l'architecture existante en révélant les éléments techniques du bâtiment à travers des lignes lumineuses. À la Manufacture des Gobelins à Paris, elle crée en 2011 "Étendues latérales", une installation permanente qui utilise la lumière comme partition visuelle. En 2007, elle conçoit pour l'ENSAV à Versailles "L'invisibilité", une œuvre qui joue sur le phénomène d'absorption de la lumière artificielle orange par une surface bleuie. Depuis 2017, "Le dépli de la lumière" orne un immeuble du 13ème arrondissement de Paris, créant un paysage lumineux de bandes chromatiques qui se diluent et réapparaissent selon des rythmes irréguliers. La place Malraux à Paris accueille de 2010 à 2020 "Crépuscule persistant", une commande publique du Ministère de la Culture et du CNAP.

#### Œuvres temporaires[5]
Lors de la première Nuit Blanche à Paris en 2002, Nathalie Junod Ponsard présente "Deep Water" à la piscine Pontoise, où elle immerge les nageurs dans une lumière rouge tandis que les coursives et le plafond sont baignés d'une lumière verte. En 2018, elle crée pour le Musée de la Chasse et de la Nature "Twilight, une errance latérale", un bain lumineux qui abolit les frontières entre l'environnant et l'environné. Pour la Maison Hermès à Paris, elle réalise en 2008 "Horizon persistant", œuvre qui affecte la perception du temps et de l'espace. En 2013, son exposition "L'épaisseur de la lumière" à l'Espace Fondation EDF utilise la lumière rouge et bleue pour révéler les volumes dans un mouvement rotatoire. En 2014, elle crée "La lisière du visible" à la Basilique Saint-Denis, une œuvre lumineuse qui révèle les gisants. Dans le cadre du projet "Embellir Paris", elle installe en 2019 "Précieuse brillance" sur la place de l'Europe, un hommage à Simone Veil constitué de 89 000 perles de verre formant un collier de 36 mètres de diamètre, créant une surface réfléchissante qui dialogue avec le paysage urbain.

### À l'étranger

#### Œuvres permanentes
Au Musée MACRo de Rome, Nathalie Junod Ponsard installe en 2011 "Horizon flottant", une œuvre permanente où la ligne d'horizon monte et descend, offrant des niveaux lumineux fluctuants qui perturbent les repères d'altitude des visiteurs. Cette installation transforme la perception de l'escalier, donnant l'impression que le mur bouge au fur et à mesure que l'on gravit les marches.

#### Œuvres temporaires
À Singapour, l'artiste présente en 2000 "Cosmic Geometry" à The Substation, une sculpture lumineuse dans laquelle deux astres s'illuminent mutuellement. Également à Singapour, au Singapore Art Museum, elle réalise en 2001 "To share the landscape". En 2004, elle crée "Vertige en apesanteur" au Bauhaus de Dessau, puis "Immersion rotatoire" à la Jetée des Pâquis à Genève, où l'énergie électrique sous forme de flashs incessants projette deux lumières aux couleurs complémentaires qui révèlent les arbres tout en provoquant une sensation de vertige visuel. À Rome, en 2007, elle rend "Hommage à Rothko" au Palazzo delle Esposizioni et présente "Déferlante" au Palais Farnèse dans le cadre de l'exposition "Luce di Pietra, percorso di arte contemporanea". En 2012, pour la Nuit Blanche de Montréal, elle conçoit "As a Waiting Area", une installation immersive utilisant un effet chromatique d'une longueur d'onde de 420 nanomètres, correspondant à un indigo-violet profond qui modifie la patinoire, l'espace et l'air lui-même. En 2015, elle présente "L'espace s'écoule" au Musée Luxelake de Chengdu en Chine. À Hohhot, elle participe à la Western China International Art Biennale en 2017 avec "In The Center Of Its Halo". En 2020, lors de la Biennale Licht Kunst en Allemagne, elle réalise "Circular Wandering" sur le Palais de justice à Hildesheim, une installation lumineuse qui questionne également la dimension politique de l'art dans l'espace public.

### Catalogues - Publications
- « Atoms of Time », New Delhi, Inde, 1990
- « Visions of Hong Kong », Hong Kong, Texte de Wucius Wong, 1997
- « Space in Time, Hong Kong », 1998
- « City/Community: Singapore Art Today », Nokia Singapore Art, 1999
- « Wandering through the Wonder, the Phenomenology of Nathalie Junod Ponsard's Cosmic geometry », Texte de Venka Purushothaman[7]. The Substation, Singapour, 2000

### Textes
- Venka Purushothaman : « Wandering through the Wonder : The Phenomenology of Nathalie Junod Ponsard's Cosmic Geometry ». Singapour, 2000
- Venka Purushothaman : « Outside the Aquarium of the Modern World ». Singapour, 2001
- Gunalan Nadarajan : « The Geometry of Public Institutions ». Singapour, 1999
- M.A. Greenstein : « Over Here (There) ». Los Angeles, 2002
- Marie-Christine Loriers : « Vertigo in Limbo ». Paris, 2004
- Agnès Violeau : « Let There be Light » Nathalie Junod-Ponsard, ou L’éblouissement poétique ». Paris, 2005
- Marie-Christine Vandoorne : « Circulations spatiales ». Tanger, 2010
- Françoise Ducros : « Nathalie Junod Ponsard, Etendues latérales ». Paris, 2011
- Damien Schoëvaert : « Nathalie Junod-Ponsard : Refuge, Waiting Area ». Paris, 2012
- Matthieu Poirier : « Ambiance ». Paris, 2013
- Damien Schoëvaërt : « Dans l’Épaisseur de la lumière ». Paris, 2013

### Entretiens
- Entretien avec Isabelle de Maison Rouge, Espace Fondation EDF, 2013
- Entretien avec Yi Liu, art historian, The Art Newspaper. Beijing, Chine, Avril 2014